# Scaphosepalum anchoriferum
Scaphosepalum anchoriferum är en orkidéart som först beskrevs av Heinrich Gustav Reichenbach, och fick sitt nu gällande namn av Robert Allen Rolfe. Scaphosepalum anchoriferum ingår i släktet Scaphosepalum och familjen orkidéer. Inga underarter finns listade i Catalogue of Life.